# Костянтин Мадзапета
Костянтин Мадзапета (? — бл. 1656) — заможний львівський міщанин грецького походження, благодійник, бібліофіл, громадський діяч, старійшина (витрикуш) Львівського Успенського братства у 1637—1640 роках.

## Життєпис
Походив зі впливового львівського патриціанського роду Мадзапетів (Мазапетів). Син Мануїла (Маноліса) Мадзапета, заможного купця та члена львівського братства. Здобув гарну освіту. Успадкував батьківську справу й водночас стає активним членом Львівського братства. Мешкав на вулиці Руській.
Підтримував талановитих майстрів, особливо друкарів, граверів, художників. Першим надав істотну підтримку Михайлу Сльозці. Завдяки сприянню Костянтина Мазапети, Сльозку було влаштовано до друкарні братства.
У 1633 році на елекційних зборах братства його було обраний заступником старшого братчика, водночас К. Мадзапеті були довірені ключі від братської скарбниці. Йому й писареві братства В. Буневскому братство доручило контролювати рівень церковного співу серед учнів братської школи, оскільки Костянтин вважався знавцем церковного співу. Багато музичних творів, що виконувалися, були зі збірки Мадзапети. Того ж року сприяв прийняттю до братства М. Сльозки й призначенню того керівником братської друкарні.
У 1636 році Мадзапету було обрано членом Колегії Сорока мужів (Collegium quadraginta virorum) — представництва міської громадськості (поспільства) при магістраті міста. На цій посаді відстоював інтереси братства й усього православного населення Львова.
У 1637 році обирається старійшиною братства. На цій посаді залишався до 1640 року. Під час своєї каденції продовжував почату справу його попередниками щодо отримання позитивного судового рішення в боротьбі зі Львівським магістратом щодо урівняння прав православного і українського населення з поляками та німцями.
Водночас постійно допомагав Успенській церкві, вносячи коштовні дари. Відомий подарунок 1638 року — хрест — наданий К. Мадзапетою разом з іншими старійшинами Гаврилою Лянґишем, Михайлом Алвізі, Олександром Прокоповичем.
Про точну дату смерті Костянтина Мадзапети невідомо. У літературі існує кілька припущень про час і місце, згідно з якими називається 1648 або 1649 рік. Вважається, що інвентар його бібліотеки 1650-го було складено вже після смерті Мадзапети. Втім, існує версія, що той помер приблизно 1656 року.

## Бібліотека
Був відомий своєю книгозбірнею. Книги почав збирати ще його батько. Захоплення цієї справою передав синові. На момент смерті мав більш як 212 книг п'ятьма мовами, зокрема 60 книг латиною, 52 — польською мовою, 13 — кирилицею, 5 — грецькою мовою. Близько третини книжок було релігійної тематики, решта — твори з філософії, класичної філології, історії, юриспруденції, медицини та з інших наук. Значну частину бібліотеки Костянтина Мадзапети становили різноманітні словники та граматики, зокрема латинсько-німецький словник, польсько-латинсько-грецький словник Кнапського, польсько-латинсько-слов'янський словник синонімів, політичний тезаурус, 11-мовний словник Калепіна. З-поміж книг бібліотеки Костянтина Мадзапети значну кількість становили книги партесного співу (73 книжки) та правові документи (статті Магдебурзького права, сеймові конституції за різні роки, статті Луцької конфедерації 1632 року та ін.
Є свідчення, що бібліотека була доступна для учнів братської школи, а можливо, й для інших братчиків. Ймовірно, частина книг опинилася потім у бібліотеці Львівського братства.

## Родина
- Костянтин (д/н — після 1687), член козацької старшини Чернігівського полку.